# Hard Ton
Hard Ton er en House/Electro-producer fra Italien.